# Burg Pfalzpaint
Die Burg Pfalzpaint ist die Ruine einer Burg unmittelbar südlich der Kirche im Gemeindeteil Pfalzpaint, Kirchweg 3, der Gemeinde Walting im Landkreis Eichstätt in Bayern. Die Anlage ist unter der Aktennummer D-1-76-165-34 als Baudenkmal verzeichnet. „Untertägige mittelalterliche und frühneuzeitliche Teile im Bereich des ehem. Adelssitzes von Pfalzpaint“ werden zudem als Bodendenkmal unter der Aktennummer D-1-7033-0139 geführt.

## Geschichte
Die Burg, die mit der Dorfkirche eine Wehreinheit bildete, wurde im 12. oder 13. Jahrhundert erbaut. Als Errichter des Stammsitzes in Betracht kommen sowohl die 1119 erwähnten Freien von Pfalzpaint, als auch die seit 1194 erwähnten Herren von Pfalzpaint, Ministeriale der Grafen von Hirschberg. 1452 verkaufte Heinrich von Pfalzpaint die Burg an seinen Schwager Michael Muggenthaler und trat in den Deutschen Orden ein, wo er 1460 die „Wundarznei“, das älteste chirurgische Lehrbuch in deutscher Sprache schrieb. 1537 gelangte die Burg an den späteren Reichsschultheiß von Nürnberger (1547–1554) Haug (2) von Parsberg, der 1539 sie zum Schloss ausbaute und in den Friedhof hinein erweiterte. Als seine Witwe 1578 starb, ging das Schloss als Lehen an deren Neffen Georg Wurmrauscher von Frauenberg. 1659 verkaufte Maria Sponica Wurmrauscher das Schloss an das Hochstift Eichstätt. 1690 wurde in der ehemaligen Burg eine Forstei eingerichtet. 1707 wurde die Kirche St. Andreas von Jakob Engel neu erbaut und lässt noch die Verbundenheit mit dem Schloss erkennen. Ihr heutiges Aussehen erhielt die Burg, als 1779 der Bergfried reduziert wurde, die restlichen Wehranlagen entfernt und die Reste der Burg in den Neubau eines Wohngebäudes verbaut wurden. 1807 wurde die Forstei aufgelöst und die ehemaligen Burggebäude verkauft.

## Beschreibung

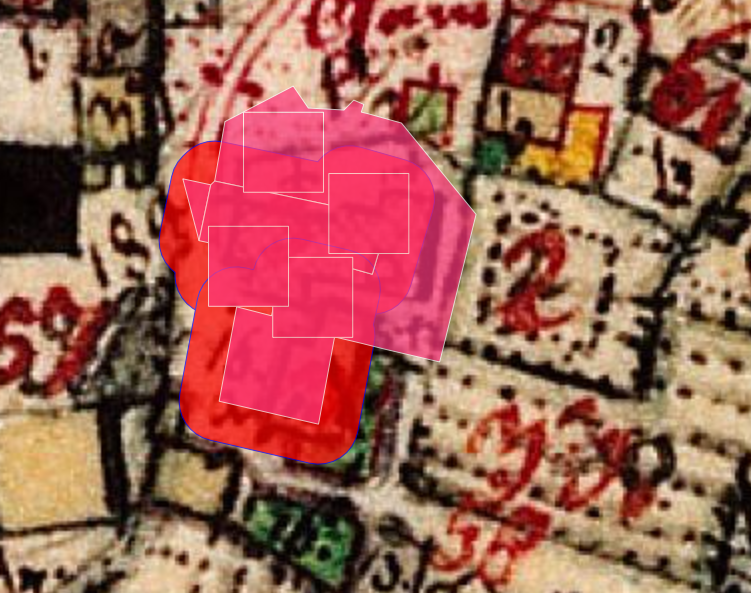
Lageplan von Burg Pfalzpaint auf dem Urkataster von Bayern

Der Stumpf des romanischen, quadratischen, dreigeschossigen Bergfriedes ist der einzige sichtbare Rest der Burgruine. Er ist mit dem heutigen Wohngebäude, in dem sich noch Reste der Burganlage mit dem einstigen Palas befinden, verbaut. Über das dritte Obergeschoss des Wohngebäudes, mit Legschieferdach, ist der Turm auf der Höhe seines ursprünglichen Hocheinganges erreichbar.
Die ehemalige befestigte Dorfkirche, die mit der Burg eine wehrhafte Einheit bildete, ging jedoch beim Umbau der Kirche 1707 gänzlich verloren. Die Kirchenausstattung, schwerpunktmäßig im Stil des Barocks, stammt aus dem 16. bis 18. Jahrhundert.